# Puntarelle

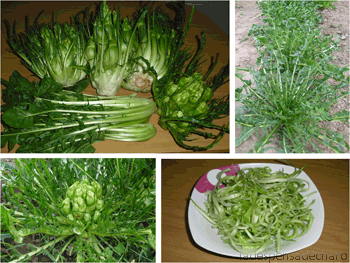
Mosaico de imágenes de puntarelle

El Puntarelle también conocido como "Cicoria Catalogna" ó "Cicoria asparago", es un tipo de achicoria que se cultiva habitualmente en Italia, sobre todo en la zona de Roma, donde es muy apreciado por su gusto amargo.

## Descripción
Es una planta parecida a la escarola, pero cuando se desarrolla, se diferencia de ésta ya que forma en el centro un tallo del cual salen múltiples brotes.

## Cultivo
El puntarelle es un vegetal idóneo para cultivar en zonas de clima mediterráneo, siendo en Italia donde se concentra la mayor producción.

## Usos

### Gastronomía
De la familia de las achicorias, el puntarelle es una de las variedades que más amargor ofrece al gusto, siendo sus hojas las que más acentúan esta característica. Por otra parte, los brotes ofrecen una textura crujiente.
Una de las formas más comunes de preparar el puntarelle es a modo de ensalada, a cuyo aderezo se le agrega aceite de oliva, ajo, vinagre de manzana y anchoas, lo que te otorga un sabor fuerte que suaviza el amargor propio de los tallos. 
De la planta se puede aprovechar todo, las hojas exteriores se pueden preparar hervidas y aliñadas con un poco de aceite, vinagre y sal, también se pueden preparar en tortilla, rehogadas, etc. Los brotes son la parte más apreciada de la planta y suelen prepararse en ensalada, con una vinagreta de anchoas, pero no solo se preparan en ensalada.